# European Journal of Taxonomy
European Journal of Taxonomy è una rivista scientifica peer-reviewed ad accesso aperto di tassonomia descrittiva relativa agli eucarioti viventi e fossili. Pubblica articoli riguardanti zoologia, botanica, micologia e paleontologia. È supportata dal Consorzio EJT, un gruppo di istituti europei di storia naturale, che finanzia interamente la pubblicazione. Pertanto, la rivista è gratuita sia per gli autori che per i lettori (diamond open access).

## Storia
La rivista è stata fondata da alcuni membri dello European Distributed Institute of Taxonomy (EDIT). Il primo articolo è stato pubblicato il 9 settembre 2011. Da ottobre 2015 il Consortium of European Taxonomic Facilities (CETAF) patrocina la rivista.
Alcune riviste precedenti sono confluite in European Journal of Taxonomy:
- Journal of Afrotropical Zoology
- Bulletin de l'Institut Royal des Sciences Naturelles de Belgique, Entomologie
- Bulletin de l'Institut Royal des Sciences Naturelles de Belgique, Biologie
- Bulletin de l'Institut Royal des Sciences Naturelles de Belgique, Sciences de la Terre
- Steenstrupia
- Zoologische Mededelingen

## Indicizzazione
La rivista è indicizzata da:
- Biological Abstracts[2]
- BIOSIS Previews[2]
- CAB Abstracts[3]
- Current Contents/Agriculture, Biology & Environmental Sciences[2]
- Science Citation Index Expanded[2]
- The Zoological Record[2]

Secondo il Journal Citation Reports, la rivista ha un fattore di impatto 2021 di 1,398.